# 狄慎思
狄慎思（？—？），唐朝人。

## 生平
唐武宗會昌六年（846年）丙寅科狀元。主考官是禮部侍郎陳商，同榜者有薛能。慎思於史無傳，事蹟無考，唯《太平廣記》有載其逸聞。